# Wildstylez
Joram Metekohy, (Veenendaal, Países Bajos, 7 de enero de 1983) más conocido por su nombre artístico Wildstylez, es un DJ y productor neerlandés.
Tiene registros en la música hardstyle publicadas anteriormente bajo el alias de "Seizure" junto a Ruben Hooyer.
Joram Metekohy tuvo su primer lanzamiento en solitario como Wildstylez en 2007 por la discográfica Scantraxx. En 2010, Wildstylez en colaboración con Noisecontrollers , fundó el sello discográfico "Digital Age".
Después de haber abandonado Digital Age, y antes de su posterior colapso, Wildstylez editó sus lanzamientos para Q-Dance Recordings y también dio a conocer muchas pistas de forma gratuita a través de los medios de las redes sociales.
En 2013, Wildstylez fundó su propio sello Hardstyle, Lose Control Music, bajo la tutela del sello Be Yourself Music.
A partir de 2014, él y Max Enforcer empezaron a lanzar su propia música a través de 'Lose Control Music'.

## Trayectoria
A lo largo de su carrera como artista, Wildstylez ha realizado numerosas colaboraciones con otros artistas del género hardstyle, la más notable de ellas es fue Project One, que formó con Headhunterz en 2008, cuya coloración alcanzó tal éxito que iniciaron una gira con el mismo nombre.
También ha hecho colaboraciones con otros artistas como Noisecontrollers, Coone, The Prophet, Ran-D, Alpha², Max Enforcer y D-Block & S-Te-Fan.
A estado Presente en muchos eventos importantes dentro de la escena Hardstyle, tales como, Defqon. 1, Qlimax, Decibel, The Qontinent ETC.
En 2010 Produjo el Anthem de Defqon. 1 con su tema "No Time To Wasted", En 2012 el Anthem del Defqon. 1 (Australia) con el tema " True Rebel Freedom", ese mismo Año Junto a Headhunterz y Noisecontrollers crearon el Anthem de Defqon. 1 2012 con el Tema "World Of Madness" y En 2015 fue el encargado del primer Anthem de Defqon. 1 (Chile) Con el tema "Unleash The Beast"...
En 2018 fundó junto a Headhunterz la discográfica Art of Creation el cual lleva el mismo título de una pista creada por ambos bajo el proyecto Project One.

## Discografía

### Álbumes
- 2009: The Album (Headhunterz & Wildstylez Present: Project One)
- 2015: Lose Control

### Singles y EP
- 2004: Rock The Sure Shot / Fucked (bajo el alias Seizure)
- 2006: Drop The Beats Out / Motherfucker / Sick MF (Remix) (bajo el alias Seizure)
- 2007: Life'z A Bitch / Missin'
- 2007: Clubbin' / K.Y.H.U
- 2008: Blame It On the Music / Project 1 (Wildstylez vs. Headhunterz)
- 2008: Life Beyond Earth / The Zero Hour (Project One aka Headhunterz & Wildstylez)
- 2008: The Art Of Creation / Numbers (Project One aka Headhunterz & Wildstylez)
- 2008: The World Is Yours / Halfway There (Project One aka Headhunterz & Wildstylez)
- 2008: Fantasy Or Reality / It's A Sine (Project One aka Headhunterz & Wildstylez)
- 2008: Best Of Both Worlds / Rate Reducer (Project One aka Headhunterz & Wildstylez)
- 2008: The Story Unfolds / Raiders Of The Sun (Project One aka Headhunterz & Wildstylez)
- 2008: Cold Rocking / Alive! (The Prophet feat. Wildstylez)
- 2008: Revenge / Truth
- 2008: Pleasure / LDMF (Wildstylez Remix)
- 2009: Muzic or Noize / The Moon
- 2009: Rmxz_001 (Project One aka Headhunterz & Wildstylez)
- 2009: Tonight / Famous (Headhunterz & Wildstylez vs. Noisecontrollers)
- 2009: The Phantom Beat / Single Sound
- 2009: Push That Feeling / K.Y.H.U (Noisecontrollers Remix)
- 2009: Spin That Shit (Wildstylez & Frontliner)
- 2010: Atrocious (Alpha² & Wildstylez)
- 2010: In & Out / Revenge (Technoboy RMX) / A Complex Situation
- 2010: No Time To Waste (Defqon.1 Festival Anthem 2010)
- 2010: Lost In Music (Wildstylez & Isaac)
- 2010: Feedback / Delay Distortion
- 2011: A Different Story (Wildstylez & Noisecontrollers)
- 2011: Stardust (Noisecontrollers & Wildstylez)
- 2011: Huh?
- 2011: Breathe (Wildstylez & Alpha²)
- 2011: Back 2 Basics
- 2011: Into the Light
- 2012: Lose My Mind (Wildstylez & Brennan Heart)
- 2012: Wildstylez, Headhunterz & Noisecontrollers – World of Madness (Defqon.1 Festival 2012 Anthem)
- 2012: Year of Summer (Wildstylez ft. Niels Geusebroek)
- 2012: Leave It All Behind (Wildstylez & Alpha² Feat. DV8 Rocks!)
- 2012: True Rebel Freedom (Defqon.1 Australia 2012 Anthem)
- 2012: What It's Like (Wildstylez & Atmozfears)
- 2013: Lights Go Out (Feat. Cimo Fränkel)
- 2013: Lose Control (Wildstylez & Max Enforcer Feat. Frankie McCoy)
- 2014: Straightforward / Back To History (Intents 2013 Anthem)
- 2014: This is Home (Wildstylez & Coone feat. Cimo Fränkel)
- 2014: Wildstylez Ft. Noah Jacobs – Falling to Forever (Dance Valley 2014 Anthem)
- 2014: R.U.S.H.
- 2014: Cats, Jets and Breaks (Wildstylez & Noisecontrollers)
- 2015: Turn The Music Up! (Wildstylez & Audiotricz)
- 2015: Brennan Heart & Wildstylez - Lies Or Truth
- 2015: Unleash The Beast (Defqon.1 Chile 2015 Anthem)
- 2016: Encore
- 2017: Temple Of Light (Qlimax Anthem 2017)
- 2018: Colours Of The Night (con Michael Jo)
- 2018: Shine a Light (con Hardwell & KiFi)
- 2018: Children of Drums
- 2018: Heartbeat
- 2018: No One Can Stop Us Now (Wildstylez & Headhunterz Feat. Noisecontrollers)
- 2018: Resurrection (como Project One)
- 2018: Journey Of The Mind (como Project One)
- 2018: Run With The Wolves (con E-Life)
- 2019: Wolves Cry (con D-Block & S-te-Fan)
- 2019: Untamable (con Sound Rush y Ruby Prophet)
- 2019: Into The Wild (feat. KiFi)
- 2019: 200 Dreams (con Noisecontrollers)
- 2020: Exist (Con TNT)
- 2020: Adrenalide (Con Da Tweekaz y XCEPTION)
- 2020: Never Bring Us Down (Con Aftershock y LXCPR)
- 2020: Deeper Than The Ocean
- 2020: Shake The Ground (con Noubya)
- 2020: Warriors (con Ran-D)
- 2021: Edge Of Darkness
- 2021: Sanctuary
- 2021: The Unknown (con Frontliner)
- 2022: WKND (con Brennan Heart)
- 2022: Hero
- 2022: Typically Dutch (Armin van Buuren & Wildstylez feat. PollyAnna)
- 2023: Glorious (Wildstylez & Sound Rush)
- 2023: Never Coming Down (Wildstylez & Aftershock feat. Amanda Collis)
- 2023: Run for Cover (Wildstylez & Coone feat. Maikki)
- 2024: XTC (Showtek, Wildstylez feat. Jodapac)
- 2024: King for a Day (Wildstylez & Niels Geusebroek)
- 2024: The Showdown (Sub Zero Project & Wildstylez & JDX)
- 2024: Favourite Song (Wildstylez & Showtek)

### Remixes
2007
- Outsiders – Infectious (Wildstylez Remix)

2008
- Tuneboy – Dirty (Wildstylez Remix)
- The Masochist – LDMF (Wildstylez Remix)

2009
- Noisecontrollers – Venom (Wildstylez Remix)
- Headhunterz & Wildstylez Present: Project One – Numbers (Wildstylez Remix)

2010
- Ambassador Inc. – Put This On YouTube (Wildstylez Remix)
- Brennan Heart – Just As Easy (Wildstylez & SMD Remix)

2011
- K-Traxx – Little Red Noisy Thing (Wildstylez Remix)
- D-Block & S-te-Fan – Music Made Addict (Headhunterz & Wildstylez Remix)

2012
- Tatanka – Let's Rock (Wildstylez Remix)
- Coldplay – Every Teardrop Is a Waterfall (Wildstylez Bootleg Based on Avicii Remix)

2013
- Rigby – Earth Meets Water (Wildstylez Remix)
- Nicky Romero vs. Krewella  – Legacy (Wildstylez Remix)
- Hardwell & Dyro Feat. Bright Lights – Never Say Goodbye (Wildstylez Remix)

2014
- VAMPS – The Jolly Roger (Wildstylez Remix)
- R3hab feat. Eva Simons – Unstoppable (Wildstylez Remix)

2015
- MAKJ & Thomas Newson – Black (Wildstylez Remix)

2017
- Armin van Buuren vs Vini Vici – Great Spirit (Wildstylez Remix)
- W&W x Vini Vici – Chakra (Wildstylez Remix)

2018
- Evil Activities & Endymion feat. E-Life – Broken (Wildstylez Remix)

2019
- Showtek feat. Leon Sherman – Listen to Your Momma (Wildstylez Remix)
- R3HAB vs. Vini Vici – Alive (Wildstylez Remix)

2020
- Edward Maya & Vika Jigulina – Stereo Love (Wildstylez Remix)

2021
- D-Block & S-te-Fan – Fired Up (Wildstylez Remix)

2024
- Tiësto & Poppy Baskcomb – Drifting (Wildstylez Remix)

## Ranking DJMag
| DJ         | 2011 | 2012 | 2013 | 2014 | 2018 | 2019 | 2020 |
| ---------- | ---- | ---- | ---- | ---- | ---- | ---- | ---- |
| Wildstylez | 80°  | 41°  | 56°  | 95°  | 85°  | 133° | 149° |